# Youssouf Hadji
Youssouf Hadji (Ifrane Atlas-Saghir, 25 de fevereiro de 1980) é um futebolista profissional marroquino que atua como meia-atacante.

## Carreira
Youssouf Hadji fez parte do elenco da Seleção Marroquina de Futebol na Campeonato Africano das Nações de 2012.